# Catedral de Sant Marc
|  | Aquest article tracta sobre la catedral d'Alexandria. Si cerqueu la catedral veneciana, vegeu «basílica de Sant Marc». |

La Catedral de Sant Marc a Alexandria és la seu històrica del Papa d'Alexandria, el cap de l'Església Ortodoxa Copta. La Catedral de Sant Marc actual és recent, però es creu que ocupa el lloc de l'església fundada per Sant Marc.
Tradicionalment es creu que ocupa el lloc del temple fundat per Sant Marc l'Evangelista el 60 dC. Sant Marc (autor del segon Evangeli) s'ha connectat amb la ciutat d'Alexandria des de primerenca tradició cristiana. Els coptes creuen que va arribar a Alexandria al voltant del 60 dC i que hi habità uns set anys. Durant aquest temps, Marc va convertir a molts al cristianisme i va realitzar molts miracles. Se'l considera el fundador de l'església a Alexandria i el primer bisbe d'Alexandria. Segons la tradició, Sant Marc va ser detingut durant un festival dedicat a Serapis en l'any 68 i martiritzat en ser arrossegat pels carrers. Va ser enterrat sota l'església que havia fundat. L'església va ser ampliada durant el papat del Papa Aquil·les, el divuitè papa copte.
L'església va ser destruïda en gran manera el 641 durant la conquesta àrab d'Egipte. En 680 el Papa Joan III va reconstruir l'església. El 828, el cos de Sant Marc va ser robat per mariners italians i va ser presa d'Alexandria a Venècia a Itàlia. No obstant això, el cap de Sant Marc va romandre a Alexandria.
Es creu que el 828 les relíquies del cos de Sant Marc foren robades i tretes d'Alexandria per comerciants venecians que les dugueren a Venècia. Els coptes creuen que el cap de Sant Marc resta en una església a Alexandria que du el seu nom, i parts de les seves relíquies són a la catedral de Sant Marc del Caire. La resta del que es creu que són les seves relíquies són a la catedral de Sant Marc a Venècia, Itàlia. Cada any, el dia 30 del mes de paopi, l'Església Ortodoxa Copta commemora la consagració de l'església de Sant Marc, i l'aparició del cap del sant a la ciutat d'Alexandria a la Catedral Copta de Sant Marc a Alexandria, on es conserva el cap del sant.
El cap de Sant Marc fou traslladat diversos cop al llarg dels segles, i restà perdut més de 250 anys. Algunes de les relíquies del cos de Sant Marc, però, van ser retornades a Alexandria des de Roma en 1968 durant el pontificat del papa copte Ciril VI.
L'església va ser destruïda altre cop el 1219, durant l'època de les croades, i després va ser reconstruït una vegada més. Pierre Belon explorador francès del segle xvi esmenta la fundació de l'església en 1547.
L'església va ser enderrocada durant la invasió francesa d'Alexandria al juliol de 1798. L'església va ser reconstruïda i inaugurada en 1819 pel Papa Pere VII en època de Muhàmmad Alí Paixà. L'església va ser renovada en el temps del Papa Demetri II i per la supervisió del bisbe Marc de Behira en 1870. Entre els anys 1950-1952, en el temps del Papa Yusab II, l'edifici de l'església fou enderrocat essent substituït per un nou edifici més gran construït amb formigó armat. Els sis pilars de marbre van ser traslladats a l'entrada exterior de l'església. El portador icona va ser tallat amb precisió en parts, cada part donat un nombre, i després es va tornar amb cautela a on estava originalment. Els dos minarets no van ser enderrocades, ja que es van veure reforçades amb concret i estaven decorades amb bells gravats coptes. Dues noves campanes - dutes d'Itàlia - es van proporcionar, una per a cada minaret.
Entre 1985 i 1990, l'església es va ampliar des del costat occidental respectant estil original amb una gran precisió, mantenint els dos minarets en els seus llocs, de manera que es va duplicar l'àrea sencera de l'església. Els sis pilars van ser traslladats a la nova entrada occidental de l'església dirigit pel Papa Shenouda III.
El Diumenge de Rams del 2017 va explotar una bomba a l'interior i van morir 17 persones. Estat Islàmic va reivindicar l'atemptat.